# UCI ProSeries 2024
UCI ProSeries 2024 byla pátou sezónou UCI ProSeries, druhé divize silničních závodů. Kalendář zahrnoval 55 závodů, z nichž 33 bylo jednodenních (1.Pro) a 22 etapových (2.Pro). 49 závodů se konalo v Evropě a šest v Asii.
Měl se konat i jeden závod ve Spojených státech amerických, kterým byl 3. ročník Maryland Cycling Classic. Tento závod byl ale v květnu zrušen kvůli komplikacím po pádu mostu v Baltimoru.

## Závody
Oficiální kalendář byl odhalen na podzim 2023.
| Závod                           | Datum                | Vítěz                          | Tým                        | Ref    |
| ------------------------------- | -------------------- | ------------------------------ | -------------------------- | ------ |
| Volta a la Comunitat Valenciana | 31. ledna – 4. února | Brandon McNulty (USA)          | UAE Team Emirates          | [ 4 ]  |
| Figueira Champions Classic      | 10. února            | Remco Evenepoel (BEL)          | Soudal–Quick-Step          | [ 5 ]  |
| Kolem Ománu                     | 10. – 14. února      | Adam Yates (GBR)               | UAE Team Emirates          |        |
| Clásica de Almería              | 11. února            | Olav Kooij (NED)               | Visma–Lease a Bike         | [ 6 ]  |
| Volta ao Algarve                | 14. – 18. února      | Remco Evenepoel (BEL)          | Soudal–Quick-Step          |        |
| Vuelta a Andalucía              | 14. – 18. února      | Bez vítěze                     | Bez vítěze                 |        |
| Faun-Ardèche Classic            | 24. února            | Juan Ayuso (ESP)               | UAE Team Emirates          |        |
| Kuurne–Brusel–Kuurne            | 25. února            | Wout van Aert (BEL)            | Visma–Lease a Bike         |        |
| La Drôme Classic                | 25. února            | Marc Hirschi (SUI)             | UAE Team Emirates          | [ 7 ]  |
| Trofeo Laigueglia               | 28. února            | Lenny Martinez (FRA)           | Groupama–FDJ               | [ 8 ]  |
| Milán–Turín                     | 13. března           | Alberto Bettiol (ITA)          | EF Education–EasyPost      | [ 9 ]  |
| Nokere Koerse                   | 13. března           | Tim Merlier (BEL)              | Soudal–Quick-Step          | [ 10 ] |
| Grand Prix de Denain            | 14. března           | Jannik Steimle (GER)           | Q36.5 Pro Cycling Team     | [ 11 ] |
| Bredene Koksijde Classic        | 15. března           | Luca Mozzato (ITA)             | Arkéa–B&B Hotels           | [ 12 ] |
| GP Miguel Indurain              | 30. března           | Brandon McNulty (USA)          | UAE Team Emirates          | [ 13 ] |
| Scheldeprijs                    | 3. dubna             | Tim Merlier (BEL)              | Soudal–Quick-Step          |        |
| Brabantský šíp                  | 10. dubna            | Benoît Cosnefroy (FRA)         | Decathlon–AG2R La Mondiale |        |
| / Tour of the Alps              | 15. – 19. dubna      | Juan Pedro López (ESP)         | Lidl–Trek                  |        |
| Kolem Turecka                   | 21. – 28. dubna      | Frank van den Broek (NED)      | Team dsm–firmenich PostNL  |        |
| Grand Prix du Morbihan          | 4. května            | Benoît Cosnefroy (FRA)         | Decathlon–AG2R La Mondiale |        |
| Tro-Bro Léon                    | 5. května            | Arnaud De Lie (BEL)            | Lotto–Dstny                |        |
| Tour de Hongrie                 | 8. – 12. května      | Thibau Nys (BEL)               | Lidl–Trek                  |        |
| Čtyři dny v Dunkerku            | 14. – 19. května     | Sam Bennett (IRE)              | Decathlon–AG2R La Mondiale |        |
| Boucles de la Mayenne           | 23. – 26. května     | Alberto Bettiol (ITA)          | EF Education–EasyPost      |        |
| Kolem Norska                    | 23. – 26. května     | Axel Laurance (FRA)            | Alpecin–Deceuninck         |        |
| Circuit Franco–Belge            | 29. května           | Biniam Girmay (Eritrea)        | Intermarché–Wanty          |        |
| Brussels Cycling Classic        | 2. června            | Jonas Abrahamsen (NOR)         | Uno-X Mobility             |        |
| Dwars door het Hageland         | 8. června            | Gianni Vermeersch (BEL)        | Alpecin–Deceuninck         |        |
| Kolem Belgie                    | 12 – 16. června      | Søren Wærenskjold (NOR)        | Uno-X Mobility             |        |
| Kolem Slovinska                 | 12. – 16. června     | Giovanni Aleotti (ITA)         | Bora–Hansgrohe             |        |
| Kolem jezera Čching-chaj        | 7. – 14. července    | Jefferson Alveiro Cepeda (ECU) | Caja Rural–Seguros RGA     |        |
| Tour de Wallonie                | 22. – 26. července   | Matteo Trentin (ITA)           | Tudor Pro Cycling Team     |        |
| Arctic Race of Norway           | 4. – 7. srpna        | Magnus Cort (DEN)              | Uno-X Mobility             |        |
| Vuelta a Burgos                 | 5. – 9. srpna        | Sepp Kuss (USA)                | Visma–Lease a Bike         |        |
| Danmark Rundt                   | 14. – 18. srpna      | Arnaud De Lie (BEL)            | Lotto–Dstny                |        |
| Deutschland Tour                | 21. – 25. srpna      | Mads Pedersen (DEN)            | Lidl–Trek                  |        |
| Kolem Chaj-nanu                 | 27. – 31. srpna      | Aaron Gate (NZL)               | Burgos BH                  |        |
| Maryland Cycling Classic        | 1. září              | Nejelo se                      | Nejelo se                  |        |
| Tour of Britain                 | 3. – 8. září         | Stephen Williams (GBR)         | Israel–Premier Tech        |        |
| Grand Prix de Fourmies          | 8. září              | Arvid de Kleijn (NED)          | Tudor Pro Cycling Team     |        |
| GP Industria & Artigianato      | 8. září              | Marc Hirschi (SUI)             | UAE Team Emirates          |        |
| Coppa Sabatini                  | 12. září             | Marc Hirschi (SUI)             | UAE Team Emirates          |        |
| Grand Prix de Wallonie          | 18. září             | Roger Adrià (ESP)              | Red Bull–Bora–Hansgrohe    |        |
| Tour de Luxembourg              | 18. – 22. září       | Antonio Tiberi (ITA)           | Team Bahrain Victorious    |        |
| SUPER 8 Classic                 | 21. září             | Filippo Baroncini (ITA)        | UAE Team Emirates          |        |
| Tour de Langkawi                | 29. září – 6. října  | Max Poole (GBR)                | Team dsm–firmenich PostNL  |        |
| Münsterland Giro                | 3. října             | Jasper Philipsen (BEL)         | Alpecin–Deceuninck         |        |
| Giro dell'Emilia                | 5. října             | Tadej Pogačar (SLO)            | UAE Team Emirates          |        |
| Paříž–Tours                     | 6. října             | Christophe Laporte (FRA)       | Visma–Lease a Bike         |        |
| Coppa Bernocchi                 | 7. října             | Stan Van Tricht (BEL)          | Alpecin–Deceuninck         |        |
| Tre Valli Varesine              | 8. října             | Nejelo se                      | Nejelo se                  |        |
| Gran Piemonte                   | 10. října            | Neilson Powless (USA)          | EF Education–EasyPost      |        |
| Kolem jezera Tchaj-chu          | 10. – 13. října      | Jelte Krijnsen (NED)           | Parkhotel Valkenburg       |        |
| Giro del Veneto                 | 16. října            | Corbin Strong (NZL)            | Israel–Premier Tech        |        |
| Japan Cup                       | 20. října            | Neilson Powless (USA)          | EF Education–EasyPost      |        |
| Veneto Classic                  | 20. října            | Magnus Cort (DEN)              | Uno-X Mobility             |        |